# 15294 Андервуд
15294 Андервуд (15294 Underwood) — астероїд головного поясу, відкритий 7 листопада 1991 року.
Тіссеранів параметр щодо Юпітера — 3,675.